# Adnan Aydın
Adnan Aydın (* 1956) ist ein ehemaliger türkischer Fußballspieler.

## Karriere
Aydın spielte von 1982 bis 1983 für Galatasaray Istanbul. Er kam in der Ligabegegnung am 12. September 1982 gegen Sakaryaspor zum Einsatz. Vor der Saison 1984/85 wechselte Aydın zu Babaeskispor in die 2. Liga. Aydın kehrte 1985 zu Galatasaray zurück, kam jedoch zu keinem Ligaspieleinsatz.